# NHKおかあさんといっしょ スペシャル60セレクション
『NHKおかあさんといっしょ スペシャル60セレクション』（エヌエイチケーおかあさんといっしょ スペシャルろくじゅうセレクション）は、NHKの『おかあさんといっしょ』の放送開始60周年を記念した、CD3枚組のコンピレーション・アルバム。2019年10月16日にポニーキャニオンから発売された。

## 概要
- NHK・Eテレで放送している子供向け番組『おかあさんといっしょ』が、2019年（平成31年→令和元年）に、放送開始から60周年を記念して発売された、CD3枚組のコンピレーション・アルバム。
- 放送開始から60周年にちなんで、これまでに番組内で放送された楽曲の中から、厳選した60曲が収録された（一部、過去の歌のお兄さん・歌のお姉さんのカバー楽曲を含む）。
- ボーナストラックには、歴代の体操の曲や、歴代の人形劇のオープニング曲など、合計8曲が収録された。
- 歴代の歌のお兄さん・歌のお姉さんの中からそれぞれ6人ずつ、以下の12人による歌唱で収録された。

歌のお兄さん
- 第7代目・坂田おさむ
- 第8代目・速水けんたろう
- 第9代目・杉田あきひろ
- 第10代目・今井ゆうぞう
- 第11代目・横山だいすけ
- 第12代目・花田ゆういちろう

歌のお姉さん
- 第16代目・神崎ゆう子
- 第17代目・茂森あゆみ
- 第18代目・つのだりょうこ
- 第19代目・はいだしょうこ
- 第20代目・三谷たくみ
- 第21代目・小野あつこ

## 収録曲

### Disc 1
- CDの色は、●水色。
- 1.そよかぜスニーカー / 花田ゆういちろう、小野あつこ
- 2.とり / 花田ゆういちろう、小野あつこ
- 3.ぱんぱかぱんぱんぱーん / 花田ゆういちろう、小野あつこ
- 4.おまめ戦隊ビビンビ〜ン / 花田ゆういちろう、小野あつこ
- 5.ゾクゾクうんどうかい / 花田ゆういちろう、小野あつこ
- 6.虫歯建設株式会社 / 花田ゆういちろう、小野あつこ
- 7.もぐらトンネル / 花田ゆういちろう、小野あつこ
- 8.あさごはんマーチ / 花田ゆういちろう、小野あつこ
- 9.ジャングルポケット / 花田ゆういちろう
- 10.ぼくらのロコモーション / 花田ゆういちろう、小野あつこ
- 11.あおうよ! / 横山だいすけ、小野あつこ
- 12.まほうのくつ / 横山だいすけ、小野あつこ
- 13.まんまるスマイル / 横山だいすけ、三谷たくみ
- 14.魔法のピンク / 横山だいすけ、三谷たくみ
- 15.ドンスカパンパンおうえんだん / 横山だいすけ、三谷たくみ
- 16.ぼくらのうた / 横山だいすけ、三谷たくみ
- 17.ありがとうの花 / 横山だいすけ、三谷たくみ
- 18.ドコノコノキノコ / 横山だいすけ、三谷たくみ
- 19.まほうのとびら / 横山だいすけ、三谷たくみ
- 20.いえ イェイ!! / 横山だいすけ、三谷たくみ
- 21.地球ぴょんぴょん / 横山だいすけ、三谷たくみ
- 22.じゃくじゃくあまのじゃく / 横山だいすけ、三谷たくみ
- 23.みんなのリズム / 横山だいすけ、三谷たくみ
- 24.メダルあげます / 横山だいすけ、三谷たくみ

### Disc 2
- CDの色は、●緑。
- 1.タンポポ団にはいろう!! / 今井ゆうぞう、はいだしょうこ
- 2.月夜のポンチャラリン / 今井ゆうぞう、はいだしょうこ
- 3.おしりフリフリ / 今井ゆうぞう、はいだしょうこ
- 4.すごいぞ!じゃがいも / 今井ゆうぞう、はいだしょうこ
- 5.ぼよよん行進曲 / 今井ゆうぞう、はいだしょうこ
- 6.きみのこえ / 今井ゆうぞう、はいだしょうこ
- 7.夢の中のダンス / 今井ゆうぞう、はいだしょうこ
- 8.すずめがサンバ / 今井ゆうぞう、はいだしょうこ
- 9.かっぱなにさま?かっぱさま! / 杉田あきひろ、つのだりょうこ
- 10.チキンダンス / 杉田あきひろ、つのだりょうこ
- 11.あめふりりんちゃん / 杉田あきひろ、つのだりょうこ
- 12.夢のパレード / 杉田あきひろ、つのだりょうこ
- 13.あ・い・う・え・おにぎり / 杉田あきひろ、つのだりょうこ
- 14.クレヨンロケット / 杉田あきひろ、つのだりょうこ
- 15.ジャバ・ジャバ・ビバ・ドゥー / 杉田あきひろ、つのだりょうこ
- 16.ムギューだいすき / 杉田あきひろ、つのだりょうこ
- 17.はみがきじょうずかな / ミガキッズ
- 18.パジャマでおじゃま / スムースエース
- 19.あ・い・うー / WA・WON、ひまわりキッズ
- 20.ぱわわぷたいそう / 中西圭三、木村真紀、ひまわりキッズ
- 21.ブンバ・ボーン! / コング桑田、西けいこ、スマイルキッズ

### Disc 3
- CDの色は、●オレンジ。
- 1.銀ちゃんのラブレター / 速水けんたろう、茂森あゆみ
- 2.にじのむこうに / 速水けんたろう、茂森あゆみ
- 3.てをたたこ / 速水けんたろう、茂森あゆみ
- 4.公園にいきましょう / 速水けんたろう、茂森あゆみ
- 5.イカイカ イルカ / 速水けんたろう、茂森あゆみ
- 6.くものしま / 速水けんたろう、茂森あゆみ
- 7.夢のなか / 速水けんたろう、茂森あゆみ
- 8.だんご3兄弟 / 速水けんたろう、茂森あゆみ、ひまわりキッズ、だんご合唱団
- 9.あしたははれる / 速水けんたろう、茂森あゆみ
- 10.ぼくのミックスジュース / 速水けんたろう、茂森あゆみ
- 11.げんきひゃっぱい / 坂田おさむ、神崎ゆう子
- 12.もしも季節がいちどにきたら / 坂田おさむ、神崎ゆう子
- 13.パンダ うさぎ コアラ / 坂田おさむ、神崎ゆう子
- 14.ほしぞらカーニバル / 坂田おさむ、神崎ゆう子
- 15.にじのいろとおほしさま / 坂田おさむ、神崎ゆう子
- 16.こどもがいっぱいわらってる / 坂田おさむ、神崎ゆう子
- 17.どんな色がすき / 坂田おさむ、神崎ゆう子
- 18.星ひとつ / 坂田おさむ、神崎ゆう子
- 19.ちょんまげマーチ / 坂田おさむ
- 20.こんなこいるかな / 坂田おさむ、神崎ゆう子
- 21.にこにこ、ぷん / じゃじゃまる（肝付兼太）、ぴっころ（よこざわけい子）、ぽろり（中尾隆聖）
- 22.ドレミファ・どーなっつ! / みど（佐久間レイ）、ふぁど（小桜エツコ）、れっしー（中尾隆聖）、空男（青木和代）
- 23.ぐ〜チョコランタン / スプー（橘ひかり）、アネム（くまいもとこ）、ズズ（千葉千恵巳）、ジャコビ（山口勝平）